# Ик (аэропорт)
Аэропорт Ик, (англ. Eek Airport) (ИАТА: EEK, ИКАО: PAEE, FAA LID: EEK) — государственный гражданский аэропорт, расположенный в городе Ик (Аляска), США.
По данным статистики Федерального управления гражданской авиации США услугами аэропорта в 2007 году воспользовалось 3 759 человек, что на 16 % (3 241 человек) больше по сравнению с предыдущим годом.

## Операционная деятельность
Аэропорт Ик расположен на высоте 5 метров над уровнем моря и эксплуатирует одну взлётно-посадочную полосу:
- 17/35 размерами 988 x 18 метров с гравийным покрытием.

Федеральная программ реконструкции аэропорта предполагает перенос аэропорта в течение нескольких лет на расстояние 3,6 километра от города Ик.